# Chrysopilus humeralis
Chrysopilus humeralis är en tvåvingeart som beskrevs av Enrico Adelelmo Brunetti 1912. Chrysopilus humeralis ingår i släktet Chrysopilus och familjen snäppflugor. Inga underarter finns listade i Catalogue of Life.